# Jean-Paul Scot
Pour les articles homonymes, voir Scot.
 (mars 2020).
Jean-Paul Scot est un historien français.

## Biographie
Jean-Paul Scot a enseigné l’histoire à l’université d'Amiens, puis en classes préparatoires littéraires, en khâgne moderne au lycée Claude-Monet de Paris puis au lycée Lakanal de Sceaux[réf. nécessaire].
Il a critiqué le projet de laïcité plurielle inspiré par le rapport Machelon suivi par le président Nicolas Sarkozy.

## Publications (sélection)
- Avec Raymond Huard, Yves-Claude Lequin, Michel Margairaz, Claude Mazauric, Claude Mesliand et Michel Vovelle, La France contemporaine. Identité et mutations. De 1789 à nos jours,tome VIII, "La voie française du capitalisme", p 249 à 309, Les Éditions sociales, Club du Livre Diderot, 1981.
- Avec Raymond Huard, Yves-Claude Lequin, Michel Margairaz, Claude Mazauric, Claude Mesliand et Michel Vovelle, La France contemporaine. Identité et mutations. De 1789 à nos jours, Les Éditions sociales, collection Essentiel, 1982.
- Léon Trotski, Textes, introduction « Une lecture de Trotski », choix des textes et présentation, collection Essentiel, 348 p., 1984.
- Avec Pierre Saly, François Hincker, Marie-Claude L'Huillier et Michel Zimmermann, La Dissertation en histoire, Armand Colin, collection Cursus, 190 p., 1994, 1996, 2000, 2002, 2012, 2019.
- Avec Pierre Saly, François Hincker, Marie-Claude L'Huillier et Michel Zimmermann, Le Commentaire de documents en histoire, Armand Colin, collection Cursus, 1990 p., 1995, 1997, 2002,
- Avec Enrique Leon, Le Nazisme des origines à 1945, Armand Colin, collection Textes et documents, 248 p., 1997.
- La Russie de Pierre le Grand à nos jours : État et société en Russie impériale et soviétique, Armand Colin, collection Cursus histoire, 248 p., 2000, 2003, 2005,  (ISBN 978-2200252335)[2]
- Sous la direction de Jacques Girault, Des communistes en France (années 1920 - années 1960), Publications de la Sorbonne, 2002.
- Avec Henri Peña-Ruiz, Un Poète en politique : Les combats de Victor Hugo, Flammarion, 2002.  (ISBN 978-2082100595)[3]
- « L'État chez lui, l'Église chez elle » : Comprendre la loi de 1905, Éditions du Seuil, 2005.  (ISBN 978-2020689175)[4]
- Jaurès et le réformisme révolutionnaire, Paris, Éditions du Seuil, 2014, 360 p. (ISBN 978-2-02-115509-9)[5],[6]